# Момино-Село
Момино-Село (болг. Момино село) — село в Болгарии. Находится в Пловдивской области, входит в общину Раковски. Население составляет 771 человек.

## Политическая ситуация
В местном кметстве Момино-Село, в состав которого входит Момино-Село, должность кмета (старосты) исполняет Атанас  Петков Атанасов (Болгарский земледельческий народный союз (БЗНС)) по результатам выборов правления кметства.
Кмет (мэр) общины Раковски — Франц Генов Коков (коалиция партий: Граждане за европейское развитие Болгарии (ГЕРБ), национальное движение «Симеон Второй» (НДСВ)) по результатам выборов в правление общины.